# وانگ ویشین
وانگ ویشین (王偉新؛ زادهٔ ۴ مهٔ ۱۹۷۵) شمشیرباز اهل چین بود. وی در بازی‌های المپیک تابستانی ۲۰۰۰ شرکت کرده‌است.